# 番子田 (南投縣)
番子田，原寫為番仔田，是臺灣南投縣草屯鎮的一個傳統地域名稱，位於該鎮北部偏西。相較於今日行政區，其範圍大致與新豐里相近。

## 歷史
台灣清治末期至日治初期，番子田地區為一街庄，稱為「番仔田庄」，隸屬於北投堡。該庄北與下茄荖庄、丁臺庄為鄰，東與牛屎崎庄為鄰，南邊一小段與草鞋墩庄為界，西南邊為新庄，西邊為頂茄荖庄。
1901年（日治明治三十四年）11月，全台廢縣廳改設二十廳，該庄隸屬於南投廳。1903年（明治三十六年）6月，該庄編入「新庄區」，隸屬於南投廳。1909年（明治四十二年）10月，合併二十廳為十二廳，新庄區仍隸屬於南投廳。1920年（大正九年），全台地方制度大改正，廢十二廳改設五州二廳，該庄改制並雅化為「番子田」大字，隸屬於臺中州南投郡草屯庄。1938年（昭和十三年），草屯庄升格為草屯街。
戰後草屯街改制為草屯鎮，隸屬於臺中縣，大字亦改制為里。1950年10月，中、彰、投分治，草屯鎮改隸屬南投縣。

## 聚落
本地區發展較早的聚落為番仔田、大堀，在日治期初期的官方地圖上已有記載。此外，本地區尚有下番子田、竹圍等聚落。

## 交通
省道台3線（中正路、成功路一段）俗稱「內山公路」，是臺北至屏東的幹道，大致以東北—西南走向繞大彎轉北北東—南南西走向到達番子田地區東部邊界中央偏北處並沿邊界而行，至成功路一段路口轉西南微南沿成功路一段而行，於本地區南部邊界東側過隘寮溪成功橋後出境。由該道路向東北繞大彎轉北微東可前往霧峰、大里、台中市區、北屯等地，向西南微南可前往草屯市區、南投、名間、竹山等地。
省道台3甲線（中正路）是草屯至南投的幹道，其北側端點位於本地區東部邊界中央偏南的省道台3線路口。由此向南南西走向直行，出境後可前往草屯市區、山腳西部、營盤口、林子、半山、牛運堀、南投市區、三塊厝、茄苳腳北部並止於省道台3線另一路口。
省道台63線（墩煌路四段）又稱「中投公路」，是台中市南區至南投縣草屯的高架道路，大致以東北微北—西南微西走向蜿蜒經過本地區西北部，並於境內經過其支線省道台63甲線（新豐路）起點路口。由該道路向東北微北可前往大里、臺中市區南側並止於省道台3線路口，向西南微南可前往草屯西郊並止於省道台14乙線路口。
省道台63甲線（新豐路）又稱「中投公路草屯支線」，是中投公路草屯一交流道至草屯市區的平面幹道，其北側端點位於本地區中部偏西北的省道台63線路口。由此向東南微南繞大彎轉南蜿蜒而行，出境後可前往新庄東部凸出部分、草屯市區西北郊並止於省道台14線路口。
鄉道投1線（防汎路、稻香路、日新街）是溪底仔至新庄的道路，其北側端點位於本地區北部偏西的溪底子聚落東北側鄉道投2線路口。由此向南南西轉西北再轉西北西再轉南蜿蜒出聚落後，轉西南再轉南南西再轉南再轉東南經下番子田聚落東側後，穿越省道台63線高架橋下，至鄉道投1-1線起點路口轉南南西再轉南南東，經一段邊界線後再度入境後出境，可前往新庄並止於芬草路二段路口。
鄉道投1-1線（稻香路）是番子田至牛屎崎的道路，其西側端點位於本地區北部偏西的南投縣、彰化縣縣界。由此向東南微北直行，經省道台63線高架橋下後續行，出境後止於牛屎崎境後的省道台3線路口。
鄉道投2線（溪南路）是溪底仔至御史的道路，其西側端點位於本地區北部偏西的南投縣、彰化縣縣界。由此向東南微北直行，經省道台63線高架橋下後續行，出境後止於牛屎崎境後的省道台3線路口。
鄉道投8-1線（登輝路）是牛屎崎至雙義港（雙叉港）的道路，其西側端點位於本地區東部邊界南側。由此向東南東出境後，轉東北東再轉東南東可前往雙叉港聚落西郊並止於鄉道投8線路口。

## 學校
- 日新國中
- 僑光國小